# Bảo tàng Công nghệ và Kỹ thuật Cộng đồng Toruń
Bảo tàng Công nghệ và Kỹ thuật Cộng đồng Toruń (tiếng Ba Lan: Muzeum Techniki i Inżynierii Komunalnej Torunia) là một bảo tàng nằm ở phía tây của thành phố, trong quận Bielany, tọa lạc tại số 37-49 Phố St. Józefa, Toruń, Ba Lan. Bảo tàng được Toruńskie Wodociągi điều hành. 

## Lược sử hình thành
Bảo tàng Công nghệ và Kỹ thuật Cộng đồng Toruń được thành lập vào đầu thế kỷ 21, sau khi trạm bơm Stare Bielany được cải tạo và trùng tu, điều chỉnh để thực hiện chức năng triển lãm, giáo dục và văn hóa.

## Triển lãm
Lúc Bảo tàng Công nghệ và Kỹ thuật Cộng đồng Toruń mới thành lập, một cuộc triển lãm thường trực giới thiệu các công trình nước của Toruń được Toruńskie Wodociągi phối hợp với Hiệp hội Kỹ sư và Kỹ thuật Vệ sinh Ba Lan, Chi nhánh Toruń và Trung tâm Nghiên cứu và Tài liệu Khu vực về Di tích ở Toruń tổ chức bên trong tháp nước và phòng máy. Khách tham quan có thể theo dõi sự phát triển của các kỹ thuật phục vụ cộng đồng từ những ngày đầu của Toruń cho đến ngày nay. Ngoài ra, triển lãm còn giúp khách tham quan nhận thức được những rủi ro liên quan đến quy mô ô nhiễm môi trường hiện nay và việc tiêu thụ các loại tài nguyên năng lượng.
Ngoài triển lãm thường trực, Toruńskie Wodociągi còn tổ chức các cuộc triển lãm tạm thời trưng bày các vấn đề khác nhau trong lĩnh vực bảo vệ môi trường.